# Шибенська сільська рада (Бородянський район)
| Шибенська сільська рада — колишній орган місцевого самоврядування у Бородянському районі Київської області з адміністративним центром у с. Шибене. Водоймища на території, підпорядкованій даній раді: річка Здвиж. Сільській раді підпорядковані населені пункти: - с. Шибене - с. Красний Ріг |

## Склад ради
Рада складається з 14 депутатів та голови.

### Керівний склад ради
| ПІБ                     | Основні відомості                                                                      | Дата обрання | Дата звільнення |
| ----------------------- | -------------------------------------------------------------------------------------- | ------------ | --------------- |
| Власюк Ганна Григорівна | Сільський голова, 1954 року народження, освіта, Всеукраїнське об'єднання «Батьківщина» | 26.03.2006   | 31.10.2010      |
| Власюк Ганна Григорівна | Сільський голова, 1954 року народження, освіта вища, член Партії регіонів              | 31.10.2010   |                 |

Примітка: таблиця складена за даними джерела